# 孫博 (成化進士)
孫博，字約之，直隸河間府景州人，民籍，明朝政治人物。進士出身。

## 生平
早年出身山東濟南府學訓導，順天府鄉試第四名。成化十四年（1478年）戊戌科會試第六十一名，殿試登進士第二甲第八十五名。

## 家族
曾祖父孫景讓。祖父孫□□。父亲孫勝。